# Atrichochira paramonovi
Atrichochira paramonovi är en tvåvingeart som beskrevs av Christine Lynette Lambkin och Yeates 2003. Atrichochira paramonovi ingår i släktet Atrichochira och familjen svävflugor. Inga underarter finns listade i Catalogue of Life.